# Sylvestre Nsanzimana
Sylvestre Nsanzimana (ur. 5 stycznia 1936, zm. 1999) – rwandyjski polityk, premier Rwandy od 12 października 1991 do 2 kwietnia 1992.
Należał do partii Narodowy Ruch Republikański na rzecz Demokracji i Rozwoju (MRNDD). Od 1969 do 1971 był ministrem spraw zagranicznych w rządzie prezydenta Grégoire Kayibandy. Później pełnił funkcję zastępcy sekretarza generalnego Organizacji Jedności Afrykańskiej i ministra sprawiedliwości. Na reaktywowane stanowisko premiera został powołany po tym, jak wojna domowa zmusiła prezydenta Juvénala Habyarimanę do zmiany konstytucji i wprowadzenia systemu wielopartyjnego. Jego rząd był koalicją partii MRNDD z Partią Demokratyczno-Chrześcijańską, pozostawał jednak w konflikcie z opozycją. Po siedmiu miesiącach został zastąpiony przez Dismasa Nsengiyaremye.